# دبليو. يوجين ديفيس
دبليو. يوجين ديفيس (بالإنجليزية: W. Eugene Davis)‏ هو قاضي ومحامي أمريكي، ولد في 1936 في وينفيلد في الولايات المتحدة.

## وصلات خارجية
- دبليو. يوجين ديفيس على موقع إن إن دي بي (الإنجليزية)